# Pietro Maria Cavina
Pietro Maria Cavina (Faenza, 1637 circa – 1690 circa) è stato un astronomo e storico italiano.

## Biografia
Nacque a Faenza probabilmente nel 1637 da una famiglia di notai. Nella sua città ricoprì prestigiosi ruoli amministrativi che lo portarono a diventare nel 1677 «segretario del pubblico». Si occupò di approvvigionamenti insieme al legato Lorenzo Raggi e dei porti romagnoli con il successivo legato Domenico Maria Corsi.
Divenuto celebre come astronomo e studioso di storia locale, le sue opere mancano tuttavia di esattezza scientifica. Agli esordi della sua carriera si collocano gli scritti Cycli Paschalis Gregoriani (1666) e De legitimo tempore Paschatis (1667). Successivamente scrisse un'opera in cui negò il moto di rivoluzione e di rotazione della Terra, ovvero le Congetture fisico-astronomiche della natura dell'universo sopra alcune osservationi celesti nelle fisse (1669).
Cavina si occupò poi di meteore, in particolare di quella visibile il 31 marzo 1676, a cui dedicò l'opera Fax seu lampas volans, magnum meteoron visum post occasum solis diei 31 martii 1676, da cui nacque un'accesa disputa con Geminiano Montanari e Domenico Guglielmini sull'origine delle meteore. Il suo ultimo scritto astronomico, Cometa annorum 1680 et 1681 et in eundem astronomici conatus atque physicae meditatione (1681), mostra errori di calcolo e una scarsa competenza matematica.
I suoi studi di storia faentina non ebbero molto successo. Si ricorda il testo Faventia antiquissima regio rediviva conatu historico-geographico (1670) per la tesi secondo la quale il nome della città di Faenza avrebbe originariamente designato tutto il territorio della Romagna.
Fu in corrispondenza epistolare dal 1670 al 1690 con Antonio Magliabechi per ottenere informazioni e favori, tra cui la pubblicazione delle sue opere. Tali lettere rivelano altri interessi dell'autore come la numismatica e la raccolta di manoscritti. Si ritiene che Cavina sia morto non molto dopo il 1690, poiché nell'ottobre di quell'anno terminò la corrispondenza con Magliabechi.

## Opere
- (LA) De legitimo tempore Paschatis hebraeorum et christianorum dissertatio historico-astronomico-legalis, Venezia, Matteo Leni, 1667.
- (LA) Cometa anni 1680 et 1681 et in eundem astronomici conatus atque physicae meditationes, Faenza, Giorgio Andrea Zarafagli, 1681.
- Commercio dei due mari Adriatico e Mediterraneo per la più breve e spedita strada dell'Italia occidentale, Faenza, Giorgio Andrea Zarafali, 1682.